# Nícolas Sessler
Nícolas Mariotto Sessler (* 29. April 1994 in Ribeirão Preto) ist ein brasilianischer Radrennfahrer.

## Sportlicher Werdegang
Sessler begann im Alter von 10 Jahren mit dem Cross-Country-Mountainbikesport. Er gewann als Junior 2012 die brasilianischen Meisterschaften und stand beim UCI-Mountainbike-Weltcup 2012 zweimal auf dem Podium. Mit 19 Jahren wurde er Mitglied der belgischen Mannschaft KTM Houffalize und setzte zugleich sein Studium der Wirtschafts- und Verwaltungswissenschaft an der Universität São Paulo fort.
2015 geriet seine Mannschaft in finanzielle Schwierigkeiten, und Sessler wandte sich erstmals dem Straßenradsport zu, der in seinem Heimatland wenig entwickelt und mit Vorurteilen behaftet war. Durch einen Etappensieg beim Amateurrennen Tour de la Dordogne ermutigt, schloss er sich einer belgischen Klubmannschaft an und bestritt erstmals Straßenrennen des UCI-Kalenders, darunter Liège-Bastogne-Liège Espoirs. 2017 wechselte er zu einer spanischen Mannschaft und gewann unter anderem das Amateurrennen Volta a Lleida. In der zweiten Jahreshälfte wurde er Stagiaire bei Israel Cycling Academy und wurde für 2018 von Burgos-BH, einem spanischen Professional Continental Team, verpflichtet; er war zu diesem Zeitpunkt der einzige Brasilianer, der auf diesem Niveau im Straßenradsport unterwegs war.
Professionelle Siege konnte er auch bei Burgos-BH nicht erzielen, zumal er 2020 durch die Corona-Pandemie in Brasilien festgehalten wurde und nicht für seine Mannschaft fahren konnte. Nur mit Mühe fand er 2021 einen neuen Vertrag bei Global 6 Cycling. Auch hier erzielte er keine Siege; bei der Tour of Britain wurde er Zweiter der Bergwertung. 2023 nahm er erstmals an den Panamerika-Meisterschaften teil und belegte den sechsten Platz, was seinem Land die Teilnahme am olympischen Straßenrennen 2024 sicherte. 2024 verdingte er sich beim philippinischen Team Victoria Sports Pro Cycling.
Aufgrund seiner Laufbahn fuhr Sessler kaum je Straßenrennen in seinem Heimatland, 2023 bestritt er erstmals die Meisterschaften im Straßenrennen und wurde Fünfter. Er vertrat Brasilien jedoch 2018 und 2022 bei den Straßenradsport-Weltmeisterschaften. Er beherrscht fünf Sprachen, die er sich zumeist während seiner Laufbahn aneignete.

## Erfolge
2012
 Brasilianischer Meister – Cross-Country XCO (Junioren)
2016
Nachwuchswertung Kreiz Breizh Elites